# 다이슨구

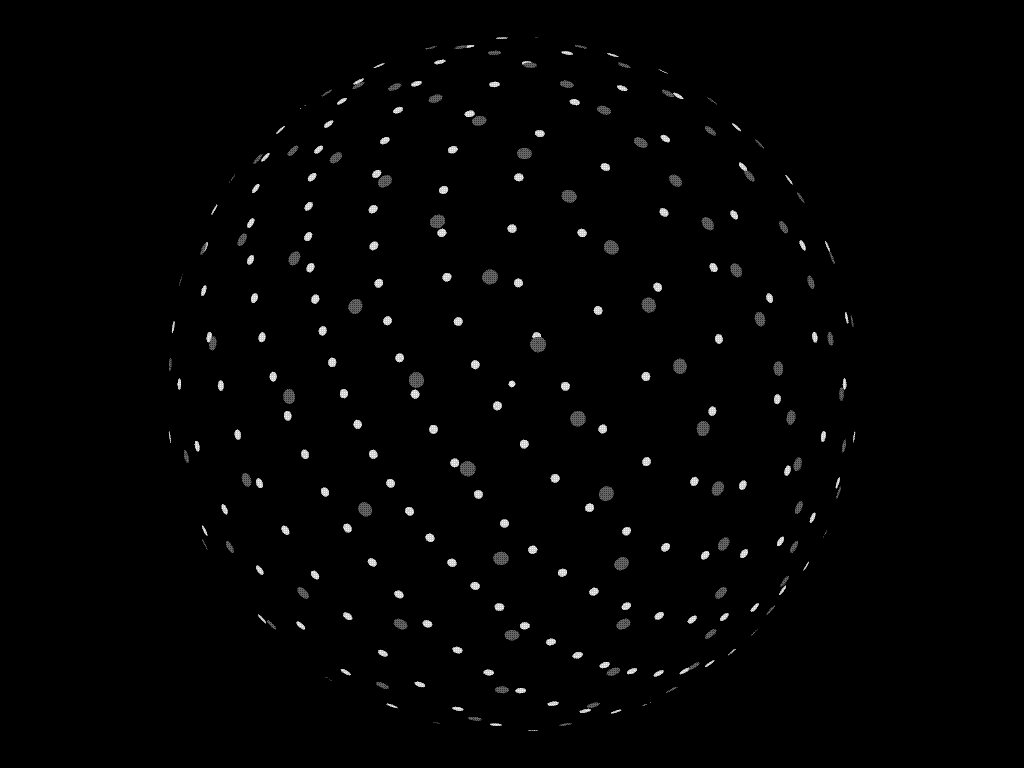

다이슨구(영어: Dyson sphere)란 어떤 항성을 완전히 둘러싸서 그 항성이 내보내는 에너지 대부분을 받아 쓸 수 있는 가설상의 거대구조이다. 다이슨 구체라고도 한다. 그 개념은 소설가 올라프 스태플든의 1937년 소설 《스타메이커》에서 처음 발견되고, 이후 1960년 프리먼 다이슨이 논문 〈인공적 항성 적외선 복사원을 찾아서〉를 통해 대중화시켰다. 다이슨은 기술문명의 에너지 필요량이 가속증가함에 따라 이러한 구조물을 건설하는 것은 기술문명의 장기적 생존을 위한 필연적 귀결이라고 추측했다. 다이슨은 이러한 구조를 수색하는 것이 진보된 지적 외계생명을 찾는 길일 수도 있다고 제안했다. 다양한 다이슨구는 카르다쇼프 척도의 기술진보 수준에 따른 에너지 수확 능력을 갖는다.
그때 이후로 탐사공학이나 SF물에서 나오는 유사한 개념의 항성을 둘러싸는 인공 구조물들을 모두 "다이슨구"라는 이름으로 부르게 되었다. 이러한 후기 제안들은 태양열뿐 아니라 우주 거주지 및 산업적 측면까지 상정하고 있다. 2013년 5월, 샌디에이고에서 열린 우주선 세기 심포지엄에서 다이슨은 이 개념에 자신의 이름을 붙여 부르지 않았으면 한다는 견해를 밝혔다.

라그랑주 점(Lagrangian points equipotential)

애니메이션 다이슨 구체

다이슨구를 건설하기 위해서는 태양과 지구의 중력장 범위 내에서 중력적으로 안정한 5군데의 '라그랑주 점'에 구조물을 올려야 하는데, 그 중 L3, L4, L5 는 지구의 공전궤도 상에 위치한다. 이곳에 인공위성을 놓는 것은 다이슨구를 만들기 위한 첫 걸음이라 할 수 있으며, 이론 상으로 다이슨링, 다이슨스웜, 다이슨구의 형태로 항성이나 행성을 둘러싸는 형태가 된다.

## 같이 보기
- 메가스트럭처
  - 글로부스 카수스Globus Cassus
  - 마트료시카의 뇌
  - 앨더슨 원반(Alderson disk)
  - 우주 엘리베이터
  - 토포폴리스(Topopolis)
  - Orbital Ring
    - 헤일로(Halo) - 게임 헤일로에 나오는 거대구조물
    - 링월드(Ringworld) - 소설 링월드에 나오는 거대구조물

  - Stellar Engine
- 테라포밍
- 텐세그리티(Tensegrity)
- 클렘페러 로제트(Klemperer rosette)